# Belgische nationale badmintoncompetitie
De Belgische nationale badmintoncompetitie bestaat uit de twee hoogste reeksen van de Belgische interclub competitie in het badminton. Ze wordt georganiseerd door de Badminton Federatie België.

## Format
In beide reeksen treden 8 ploegen aan. Ze spelen elk onderling tegen elkaar in een kwalificatieronde. De 4 hoogst gerangschikte ploegen spelen daarna de play-offs, de 4 laagst gerangschikte ploegen spelen de play-downs. In de play-offs en play-downs spelen de ploegen onderling twee ontmoetingen tegen elkaar. Elke ontmoeting tussen twee clubs bestaat uit 8 wedstrijden: 2 in het mannen enkelspel, 2 in het vrouwen enkelspel, 1 in het mannen dubbelspel, 1 in het vrouwen dubbelspel en 2 in het gemengd dubbelspel.
De winnaar na de play-offs in 1ste nationale kroont zich tot landskampioen. De laatste twee gerangschikte ploegen uit de play-downs zakken naar de 2de nationale. Hun plaats wordt ingenomen door de twee hoogst gerangschikte ploegen van de play-offs in 2de nationale. De laatste twee ploegen uit 2de nationale zakken naar de regionale competities. Hun plaats wordt ingenomen door de winnaars van de Vlaamse en de Waalse regionale competitie.
Dit formaat met play-offs en play-downs is in voege sinds het seizoen 2007-2008. Voordien speelden de 8 ploegen telkens een thuis- en uitwedstrijd tegen elkaar.

## Uitslagen 1ste nationale sinds 2002
| Seizoen | 1ste           | 2de     | 3de            | 4de           | 5de             | 6de            | 7de             | 8ste                |
| ------- | -------------- | ------- | -------------- | ------------- | --------------- | -------------- | --------------- | ------------------- |
| 2002-03 | Dropshot 1     | OLVE    | CSB Ixelles    | DZ99          | Saive           | Lebad          | Dropshot 2      | Damme               |
| 2003-04 | Dropshot 1     | DZ99    | Saive          | Webacsa       | W&L             | OLVE           | Lebad           | CSB Ixelles         |
| 2004-05 | Saive 1        | OLVE    | Dropshot 1     | W&L           | Webacsa         | De Nekker      | Royal Antwerp   | DZ99                |
| 2005-06 | CSB Ixelles    | OLVE1   | Dropshot 1     | W&L           | Saive 1         | Webacsa        | De Nekker       | Dropshot 2          |
| 2006-07 | Dropshot 1     | W&L     | CSB Ixelles    | Webacsa       | Lebad           | Saive          | De Dijlevallei  | DZ99                |
| 2007-08 | CSB Ixelles    | Webacsa | W&L            | De Nekker     | Lebad           | Saive 1        | Dropshot 1      | Cardinal Mercier    |
| 2008-09 | Webacsa        | W&L     | CSB Ixelles    | Lebad         | Saive 1         | De Nekker      | De Dijlevallei  | Grace               |
| 2009-10 | Saive          | Lebad   | Webacsa        | W&L 1         | Pluimplukkers   | CSB Ixelles    | De Nekker       | Mont-sur-Marchienne |
| 2010-11 | Saive 1        | W&L 1   | Webacsa        | Lebad         | Everbergse      | CSB Ixelles    | Pluimplukkers   | W&L 2               |
| 2011-12 | Lebad          | W&L 1   | Saive          | CSB Ixelles   | Webacsa         | Grace          | Everbergse      | De Nekker           |
| 2012-13 | Saive          | W&L 1   | Webacsa2       | Pluimplukkers | Lebad           | De Dijlevallei | Grace           | CSB Ixelles         |
| 2013-14 | BC Zwijndrecht | Saive   | W&L 1          | Lebad         | Pluimplukkers 1 | Everbergse     | De Dijlevallei  | DZ99                |
| 2014-15 | BC Zwijndrecht | W&L 1   | Lebad          | Bad79         | Pluimplukkers   | W&L 2          | Everbergse      | Saive               |
| 2015-16 | Lebad          | Bad79   | BC Zwijndrecht | DZ99          | W&L 1           | De Dijlevallei | Pluimplukkers 1 | W&L 2               |
| 2016-17 | Bad79 1        | W&L 1   | DZ99           | Hebad         | Pluimplukkers 1 | Lebad          | De Dijlevallei  | Zwijndrecht         |

1OLVE trok zich na dit seizoen terug uit de nationale competitie
2Webacsa trok zich na dit seizoen terug uit de nationale competitie

## Uitslagen 2de nationale sinds 2002
| Seizoen | 1ste                | 2de              | 3de              | 4de                 | 5de              | 6de                 | 7de                 | 8ste             |
| ------- | ------------------- | ---------------- | ---------------- | ------------------- | ---------------- | ------------------- | ------------------- | ---------------- |
| 2002-03 | Webacsa             | W&L              | De Nekker        | Le Logis            | Cardinal Mercier | Mont-sur-Marchienne | Hebad               | Huy-Wanze        |
| 2003-04 | Royal Antwerp       | De Nekker        | Dropshot 2       | Le Logis            | Cardinal Mercier | Mont-sur-Marchienne | Damme               | Visé             |
| 2004-05 | CSB Ixelles         | Dropshot 2       | Lebad            | Dijlevallei         | Saive 2          | Cardinal Mercier    | Mont-sur-Marchienne | Le Logis3        |
| 2005-06 | De Dijlevallei      | Lebad            | DZ99             | Cardinal Mercier    | Royal Antwerp    | Hebad               | Saive 2             | Eupen            |
| 2006-07 | De Nekker           | Cardinal Mercier | Grace            | Dropshot 2          | Royal Antwerp    | Herentals           | Hebad               | Kraainem         |
| 2007-08 | Grace               | De Dijlevallei   | DZ99             | Pluimplukkers       | Saive 2          | Royal Antwerp       | Dropshot 2          | Herentals        |
| 2008-09 | Mont-sur-Marchienne | Pluimplukkers    | Cardinal Mercier | Everbergse          | Royal Antwerp    | DZ99                | Dropshot            | Saive 2          |
| 2009-10 | W&L 2               | Everbergse       | Grace            | Cardinal Mercier    | De Dijlevallei   | Royal Antwerp       | DZ99                | Waterloo         |
| 2010-11 | Grace               | De Nekker        | De Dijlevallei   | Mont-sur-Marchienne | Dropshot         | Royal Antwerp       | Saive 2             | Cardinal Mercier |
| 2011-12 | Pluimplukkers       | De Dijlevallei   | Dropshot         | Malmedy             | W&L 2            | DZ99                | Mont-sur-Marchienne | Royal Antwerp    |
| 2012-13 | Everbergse          | DZ99             | Zwijndrecht      | W&L 2               | Bad79            | Malmedy             | Dropshot            | De Nekker        |
| 2013-14 | Bad79               | W&L 2            | Waterloo         | CSB Ixelles         | Grace            | Hebad               | Pluimplukkers 2     | Malmedy          |
| 2014-15 | DZ99                | De Dijlevallei   | Grace 1          | Waterloo            | Hebad            | Dilbeek             | CSB Ixelles         | Grace 2          |
| 2015-16 | Hebad               | Pluimplukkers 2  | Waterloo         | Dilbeek             | Everbergse       | Grace               | Loverval            | Saive            |
| 2016-17 | Waterloo            | Olve             | Everbergse       | Dilbeek             | Pluimplukkers 2  | Bad79 2             | W&L 2               | Grace            |

3Le Logis gaf forfait
American football · Atletiek (indoor · outdoor · 10 km · 1/2 marathon · marathon · veldlopen · meerkamp) · Autosport (rally) · Badminton · Basketbal (heren · dames) · Baseball · Beachvolleybal · Biljart (driebanden) · Dammen · Futsal · Gymnastiek (acro · trampoline) · Handbal (heren · dames) · Hockey (heren · dames) · IJshockey · Korfbal (zaal · veld) · Krachtbal · Kunstschaatsen · Motorcross (trial · zijspan) · Schaatsen · Schaken · Snooker · Squah · Strandvoetbal · Triatlon (sprint · middenafstand · olympische afstand · mixed relay · ploegen · cross) · Voetbal (heren · dames) · Waterskiën (racing) · Volleybal (heren · dames) · Wielrennen (tijdrijden · weg · piste · gravel · veld · mountainbike · BMX) · Zaalhockey (heren · dames) · Zaalvoetbal